# مركز التراث الإسلامي البريطاني

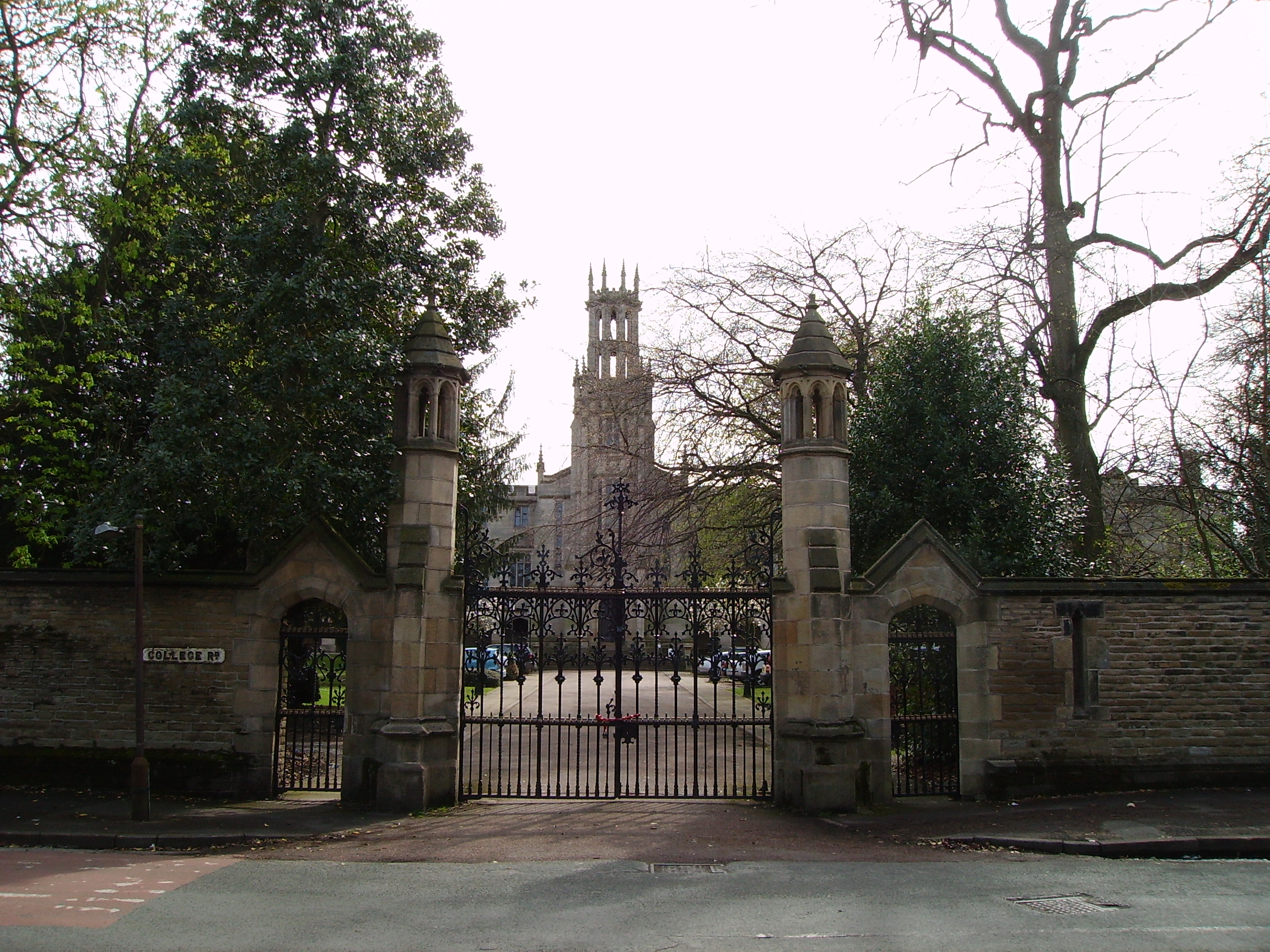
مركز التراث الإسلامي البريطاني.

مركز التراث الإسلامي البريطاني هو مركز إسلامي يقع في حي «ولي رينج» في مدينة مانشستر شمال إنكلترة.
تبرعت المملكة السعودية بمبلغ مليون جنيه استرليني لشراء المبنى.

## وصلات خارجية
- موقع المركز